# Едмънд Алънби
Едмънд Хенри Хинман Алънби (на английски: Edmund Henry Hynman Allenby) е английски офицер (фелдмаршал).
Роден е на 23 април 1861 година в Нотингамшър в семейство на земевладелец. През 1880 година постъпва в Кралския военен колеж и от 1882 година е офицер в кавалерията. Участва във Втората англо-бурска война и през следващите години достига до поста главен инспектор на кавалерията. По време на Първата световна война командва Трета армия на Западния фронт (1915 – 1917), а след това Египетските експедиционни сили, с които провежда успешната Синайско-Палестинска кампания, изтласквайки Османската империя от Палестина и Сирия. След войната до 1925 година е върховен комисар на Великобритания в Египет, който е под фактическо британско управление.
Едмънд Алънби умира на 14 май 1936 година в Лондон.